# NHKニュース21
『NHKニュース21』（エヌエイチケイ ニュース・トゥエンティーワン）は、1990年4月2日から1993年4月2日までにかけて平日21:00 - 22:00（JST）に放送された、NHK総合テレビジョンの大型ニュース番組。NHK衛星第2テレビでもサイマル放送していた（衛星第2テレビで特別編成が組まれる場合は衛星第1テレビで代替放送。後継番組『NHKニュース9』以降は、原則としてBSでのサイマル放送を実施していない）。祝日と重なる日は（原則として）30分に短縮して放送していた。

## キャスター
| 期間      | 期間      | メインキャスター | サブキャスター | スポーツキャスター |
| --------- | --------- | ---------------- | -------------- | ------------------ |
| 1990.4.2  | 1991.3.29 | 高島肇久☆        | 森田美由紀     | 福島敦子           |
| 1991.4.1  | 1991.5.24 | 高島肇久☆        | 森田美由紀     | 野瀬正夫           |
| 1991.5.27 | 1992.3.27 | 園田矢☆          | 森田美由紀     | 野瀬正夫           |
| 1992.3.30 | 1993.4.2  | 園田矢☆          | 森田美由紀     | 刈屋富士雄         |

- ☆-NHK記者。それ以外はNHKアナウンサー（福島敦子は局契約）
- 高島は報道局長就任のため改編期を待たずに降板。後に外務省外務報道官、日本国際放送社長を歴任。
- 園田は高島の後任として急遽就任。
- 福島は前番組『NHKニュースTODAY』から続投。

## オープニング
テーマ曲
- 作曲：蒔田尚昊（冬木透）
- 演奏：桐朋学園音楽学部

タイトルロゴ・CG
- 初代：1990.4 - 1991.3
- 2代目：1991.4 - 1993.3

## 番組終了後
1993年3月で放送が終了し、同年4月以後は番組を『NHKニュース9』と『クローズアップ現代』（それぞれ30分ずつ）に変更したため、21時台の1時間全体に亘るワイドニュース枠はここで途絶えた（代わってはそれまで19時にて放送された『7時のニュース』を枠大リニューアルし、平日夜間の1時間大型ニュース枠は19時台へ移動し『NHKニュース7』として放送されていた。その後全曜日の放送時間を30分に統一し、月曜～木曜の後半に『クローズアップ現代』を放送した）が、2006年からの番組編成の抜本改革の一環として、13年ぶりに『NHKニュース10』に代る21時台の新大型ニュース番組『ニュースウオッチ9』がスタートした。

## 拡大版「ニュースセンター特集」
重大なニュースがある日などについては放送枠を拡大し、20:00からこのタイトルで放送された。この場合、通常21:00前に放送される県域ニュースが休止になるため、番組終了直後に5分間の県域ニュース枠を設けていた。
この場合、番組タイトルは変更されているが、スポーツコーナーでは通常通り「21」ロゴ入りのものが使われる（BGMも通常通り）。また、エンディングテーマも通常と同じになっているが、終了時のクレジットが「NHKニュース21　終」ではなく「この後は各地のニュース」となっている。